# Firebreather
Firebreather (no Brasil O Lança Fogo) é um telefilme em que o Cartoon Network estreia sua primeira produção em CGI que estreou nos Estados Unidos dia 24 de Novembro de 2010. No Brasil, o filme estreou dia 28 de Maio de 2011. A estreia do filme conquistou uma audiência de 3,7 milhões de espectadores.

## Enredo
Duncan parece um adolescente como outro qualquer,mas em uma briga da escola seu maior segredo vem a tona:ele sabe cuspir fogo.Mestiço de humano e dragão,o menino se vê envolvido na guerra entre a humanidade e as criaturas monstruosas chamadas Kaiju,além de lidar com os problemas que essa guerra pode acarretar em casa,na escola e com seus novos amigos,Kenny e Isabel.

## Elenco
- Jesse Head - Duncan Rosemblatt
- Dana Delany - Margarett Rosemblatt
- Kevin Michael Richardson - Belloc
- Reed Diamond - "Blitz" Bames
- Amy Davidson - Jenna Shwartzendruber
- Tia Texada - Isabel Vasques
- Dante Basco - Kenny Rogers
- Josh Keaton - Troy Adams[2]
- Grey DeLisle - Sra. Dreakford
- Billy Evans - Steve
- Janeson Moss - Big Rob
- Nicole Sullivan - Dr. Pytel
- Tom Tartanella - Whitey
- Gary Anthony Williams - Diretor Dave, Pai de Troy

## Recepção
Rob Worley leu O Lança Fogo na Comic-Con de Nova York e classificou sua nova produção com um B+ e dizendo "Angústia Adolescente + Grande Batalha de Kaiju = CG Incrível!", mas criticava que a animação poderia ser "... um pouco perturbador como os personagens, às vezes, têm uma aparência semelhante a fantoches". Worley concluiu que gostaria que o filme virasse uma franquia ou uma série de TV.

## Lançamento do DVD
Em 22 de Março de 2011, a Warner Home Video lançou o DVD e DVD Blu-Ray de O Lança Fogo. Os extras incluem teste de animação 2-D, cenas deletadas, cenas animadas e o processo de desenvolvimento visual.

## Ligações Externas
- «Site oficial de O Lança Fogo no Cartoon Network» (em inglês)
- «O Lança Fogo no Internet Movie Database»